# 王廷凑
王廷湊（？—834年），一作王庭凑，唐代回紇阿布思族，軍人，擁兵自立為成德節度使。

## 簡介
王廷湊籍貫隸安東都護府。曾祖父「沒諾干」是阿布思族人，由成德節度使王武俊收為養子，改名「王五哥」。以軍功累授左武衛將軍同正，贈越州都督。「王五哥」生「王末垣活」，「王末垣活」生「王升」，「王升」生王廷湊。
王廷湊沈鷙少言，喜讀《鬼谷子》、兵書，在王承宗主宰成德時，王廷湊為成德軍都知兵馬使。王承宗死後，投靠新任節度使田弘正。田弘正御下不嚴，子弟生活奢侈，日費二十萬錢。長慶元年（821年），潛懷異志的王廷湊勾結牙兵，將田弘正殺死，田家屬將佐三百餘口並遇害。
王廷湊殺田弘正後，要求唐朝廷授成德節度使，又取冀州，殺刺史王進岌，史稱其“兇毒好亂，無君不仁”“恃具兇悖，肆毒甘亂”。朝廷命令韓愈前往鎮州宣諭。
唐廷以田弘正之子田敦禮為魏博節度使，全軍三萬人討王廷湊，同时命令横海、昭义、河东、义武诸军协同作战。值大雪繽紛，軍不得進。
長慶二年（822年）正月敦禮自潰於南宮（今河北南宮西北），魏州兵馬使史憲誠發動兵變，要求田敦禮行「河朔舊事」，恢復獨立，動搖人心。田敦禮引刃自刎，史憲誠自稱留後。自此「河北三鎮」復叛。
文宗太和八年（834年），王廷湊亡，其子王元逵繼任成德節度使。

## 子孙
- 长子，831年卒
- 次子王元逵
- 女，史孝章妻，约822年出嫁，不迟于829年去世

## 延伸阅读
[在维基数据编辑]
 《舊唐書·卷142》，出自刘昫《舊唐書》
 《新唐書·卷211》，出自《新唐書》